# Slash (musiker)
Slash, egentligen Saul Hudson, född 23 juli 1965 i Hampstead, London, är en brittisk-amerikansk gitarrist. Han blev känd som medlem i bandet Guns N' Roses, där han spelade mellan 1985 och 1996. Senare har han spelat i banden Slash's Snakepit och Velvet Revolver. 2010 gav han ut sitt första soloalbum, Slash, som i maj 2012 följdes upp av Apocalyptic Love. Sedan 2016 är han åter medlem i Guns N' Roses.
I musiktidningen Rolling Stones lista över de hundra bästa gitarristerna genom tiderna hamnade Slash på plats 65.

## Biografi

### Uppväxt och tidig karriär
Slash föddes i Hampstead i London men växte upp i Stoke-on-Trent fram till sex års ålder då han flyttade till Los Angeles. Där växte han upp med 1970-talets musikscen. Musiken var en stor del av hans liv redan som liten då hans mor var kläddesigner åt flera kända artister, till exempel David Bowie (som hon även dejtade under en tid), och hans far som var designer av flera kända musikers album. Hans föräldrar skilde sig en tid efter flytten och han växlade därefter mellan att bo hos sin far och mor, men bodde framförallt hos sin mor och även stundtals hos sin mormor. Han började spela gitarr när han var 13-15 år.
Slash blev i början av 1980-talet erbjuden att spela med Poison, och provspelade för dem. De ifrågasatte dock hans klädstil, och framför allt hans mockasiner. Platsen i Poison gick till slut istället till C.C. DeVille. 1984 bildade Slash bandet Road Crew, där även Steven Adler och Duff McKagan spelade. När bandet upplöstes gick han med i Hollywood Rose, med sångaren Axl Rose som frontman. Hollywood Rose upplöstes 1985, i samband med att Guns N' Roses bildades.

### Guns N' Roses
Slash blev i juni 1985 kontaktad av Axl Rose som undrade om han ville gå med i Guns N' Roses, detta efter att bandets ursprungliga sologitarrist Tracii Guns hoppat av.
Slash skivdebuterade i Guns N' Roses med albumet Appetite for Destruction, som blev en stor succé med låtar som "Paradise City", "Welcome to the Jungle", "Mr. Brownstone", "Nightrain" och "Sweet Child O' Mine". Slash spelade under 1980- och 1990-talen på Guns N' Roses-albumen G N' R Lies, Use Your Illusion I, Use Your Illusion II och The Spaghetti Incident?. Han valde att hoppa av gruppen 1996 efter dispyter med Rose.

### Senare karriär
Redan innan han lämnade Guns N' Roses bildade Slash 1994 Slash's Snakepit. Gruppen släppte två skivor, It's Five O'Clock Somewhere (1995) och Ain't Life Grand (2000).
År 2002 bildade Slash supergruppen Velvet Revolver tillsammans med de tidigare Guns N' Roses-medlemmarna Duff McKagan och Matt Sorum och Dave Kushner från punkbandet Wasted Youth. Scott Weiland från Stone Temple Pilots var bandets sångare från starten fram till 2008 då de gick skilda vägar. Velvet Revolver har givit ut två studioalbum: Contraband (2004) och Libertad (2007).
År 2007 kom Slash självbiografi ut, skriven av Slash med hjälp av Anthony Bozza, som gick högt upp på bästsäljarlistan. Boken är även utgiven i Sverige under titeln Slash (BTM Books).  Slash medverkade 2007 också i tv-spelet Guitar Hero III: Legends of Rock, där han är en av de gitarrister som man får duellera mot.
Slash släppte i april 2010 soloalbumet Slash. På albumet medverkar artister som M. Shadows från Avenged Sevenfold, Ozzy Osbourne, Dave Grohl, Iggy Pop och Alice Cooper.

## Modeller
Slash var först av alla gitarrister med att få en egen Marshall-signaturförstärkare, som heter Marshall JCM Slash. Den är baserad på Marshall Silver Jubilee JCM 2555-modellen, som var Slash huvudförstärkare live ända fram till han fick sin signatur. Sen dess använder han nästan bara sin signatur förstärkartopp live, ihop med Marshall Speakers (4X12), med Celestion Element i.
Slash har även blivit sponsrad av både Gibson och Marshall. Han har några signaturgitarrer, till exempel Gibson Les Paul Goldtop Slash, Gibson Les Paul V.O.S Slash Model och Gibson Les Paul Slash, som är i Tobacco Burst. Alla dessa modeller utom V.O.S-modellen finns som Epiphone.

## Diskografi

### Studioalbum
- 2010 – Slash
- 2012 – Apocalyptic Love
- 2014 – World On Fire
- 2018 – Living the Dream
- 2022 – 4